# Yass (Australie)
Pour les articles homonymes, voir Yass.
Yass est une ville australienne située dans la zone d'administration locale de la vallée du Yass, dont elle est le siège, en Nouvelle-Galles du Sud.

## Géographie
La ville est établie dans la région des Plateaux du sud et est arrosée par le Yass, qui se jette peu après dans le Murrumbidgee, à 60 km au nord-ouest de Canberra et à 280 km au sud-ouest de Sydney.

## Histoire
La région de Yass était habitée à l'origine par les Ngunnawal.
Fondé en 1837, le village de Yass est intégré au conseil du district en 1843, avant de devenir un district municipal le 13 mars 1873. La municipalité disparaît le 1er janvier 1980 et fusionne avec le comté de Goodradigbee pour former le comté de Yass, qui est lui-même intégré au sein du conseil de la vallée du Yass en 2004.

## Démographie
| 2001  | 2006  | 2011  | 2016  | 2021  |
| ----- | ----- | ----- | ----- | ----- |
| 4 884 | 5 333 | 6 328 | 6 506 | 6 763 |